# Estádio Doctor Adhemar de Barros
Estádio Doctor Adhemar de Barros – stadion piłkarski w Assis, w stanie São Paulo, w Brazylii, na którym swoje mecze rozgrywa Associação Atlética Ferroviária de Assis.